# Сент-Хеленс (аэропорт)
Сент-Хеленс (англ. St Helens Airport) — малый региональный аэропорт Австралии. Расположен в 3,7 км. к северо-востоку от города Сент-Хеленс, штат Тасмания.
Аэропорт часто используется для транспортировки свежих морепродуктов с восточного берега на континент и для обзорных полётов. При нём также расположена школа пилотов.